# Powhatan Point
Powhatan Point – wieś w Stanach Zjednoczonych, w stanie Ohio, w hrabstwie Belmont.